# ناتالیا کچالکا
ناتالیا کچالکا (انگلیسی: Nataliya Kachalka؛ زادهٔ ۹ آوریل ۱۹۷۵) دوچرخه‌سوار اهل اوکراین است.وی همچنین از دوچرخه‌سواران بازی‌های المپیک تابستانی ۲۰۰۴ بوده است.

## زندگی
کچالکا در وینیتسا زاده شد.